# Whiterockita
La whiterockita és un mineral de la classe dels fosfats. Rep el nom de la pegmatita White Rock, a Austràlia, la seva localitat tipus.

## Característiques
La whiterockita és un fosfat-carbonat de fórmula química CaMgMn³⁺₃O₂(PO₄)₂(CO₃)F·5H₂O. Va ser aprovada com a espècie vàlida per l'Associació Mineralògica Internacional l'any 2020, i va ser publicada a la revista internacional Mineralogical Magazine per Peter Elliott et al. en el mes de novembre de 2024 amb el títol «Whiterockite, CaMgMn³⁺₃O₂(PO₄)₂(CO₃)F·5H₂O, a new phosphate–carbonate mineral from the White Rock No.2 quarry, South Australia, Australia». Cristal·litza en el sistema monoclínic.
L'exemplar que va servir per a determinar l'espècie, el que es coneix com a material tipus, es troba conservat a les col·leccions mineralògiques del Museu d'Austràlia Meridional, a Adelaida, Austràlia, amb el número de registre: g34889.

## Formació i jaciments
Va ser descoberta a la mina de feldespat White Rock, situada a l'Old Boolcoomata Station, a la Província d'Olary (Austràlia Meridional, Austràlia). Aquest indret és l'únic a tot el planeta on ha estat descrita aquesta espècie mineral.